# Ponce de Faucigny
Pour les articles homonymes, voir Ponce (homonymie).
Ponce de Sixt, dit de Faucigny, né vers 1100 et mort vers le 26 novembre 1178 à Sixt-Fer-à-Cheval, est un religieux savoyard, membre de la puissante maison de Faucigny. Bienheureux, l'Église catholique le célèbre le 26 novembre.

## Biographie

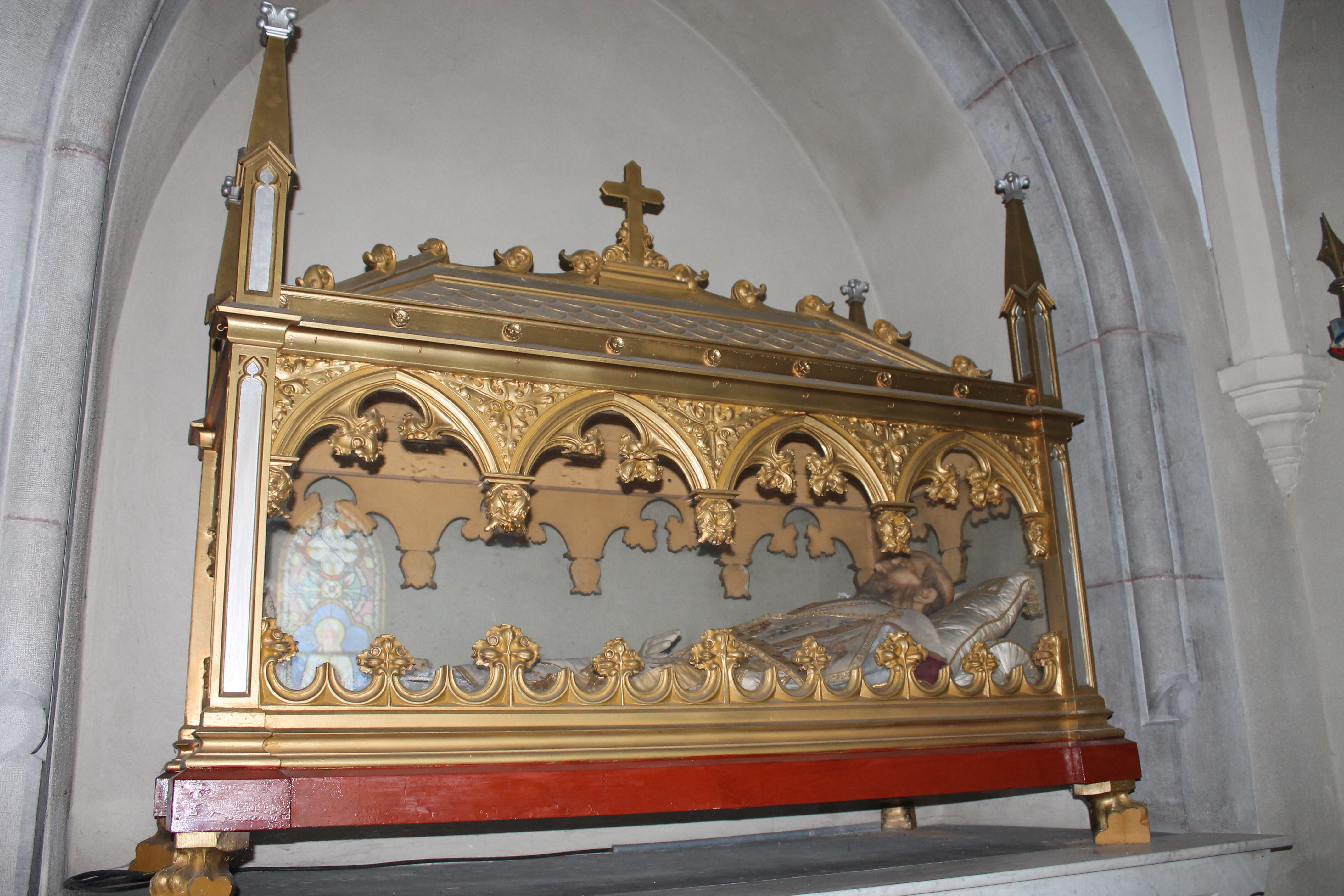
Chasse de Ponce de Faucigny de l'église Sainte-Madeleine de Sixt-Fer-à-Cheval.

Ponce serait né vers l'an 1100. Il serait probablement le fils de Raoul/Rodolfe/Rodolphe (I), seigneur de Faucigny et de son épouse. Le généalogiste Gustave Chaix d'Est-Ange (1921) indique que le nom de la mère est inconnu. Il aurait pour frères Arducius († 1185), évêque de Genève ; Aymon/Aimon, qui succède à leur père ; Raoul/Rodolphe (II), dit l'Allemand ou le Teuton, auteur de la branche de Lucinge et Raymond.
Vers l'âge de 20 ans, il entre chez les chanoines réguliers de l'abbaye d'Abondance. En 1144, il fonde lui-même un nouveau monastère dans la vallée de Sixt. Il n'accepte que provisoirement la charge d'abbé d'Abondance et revient passer ses dernières années dans la solitude de Sixt.